# Lagney
Lagney est une commune française située dans le département de Meurthe-et-Moselle en région Grand Est.

## Géographie
D’après les données Corine land Cover, le ban communal de 1434 hectares comprend en 2011, plus de 27 % de terres arables, 27 % de prairies, 35 % de foret et seulement près de 2 % de zones urbanisées.
Le ban communal est fortement arrosé par les ruisseaux suivants : Le Terrouin (sur 2,819 km),Ruisseau de Menil-La-Tour (sur 3,308 km), Ruisseau du Moulin de Lacore (sur 4,186 km), Ruisseau de la Naue (sur 1,533 km), Ruisseau de Rehanau (sur 0,219 km), Rupt de Bagneux (sur 0,005 km)
Le territoire est limité à l'ouest par le Terrouin qui ceinture avec le ruisseau des Frax (?) un vaste espace boisé : le bois de Lagney, la route départementale n° 904 ferme l'espace à l'est.
Le bourg de type village-rue, situé au sud de la forêt de la Reine, semble avoir évolué le long de l'actuelle RD 908 à partir du lieu-dit très ancien le Rozoy (le Rosoir).
Étant donné la proximité du site des Roises à Lucey, il est possible de voir ainsi une toponymie possible de cet ancien lieu, lié à l'activité de rouissage du chanvre.

Lagney (ban communal).
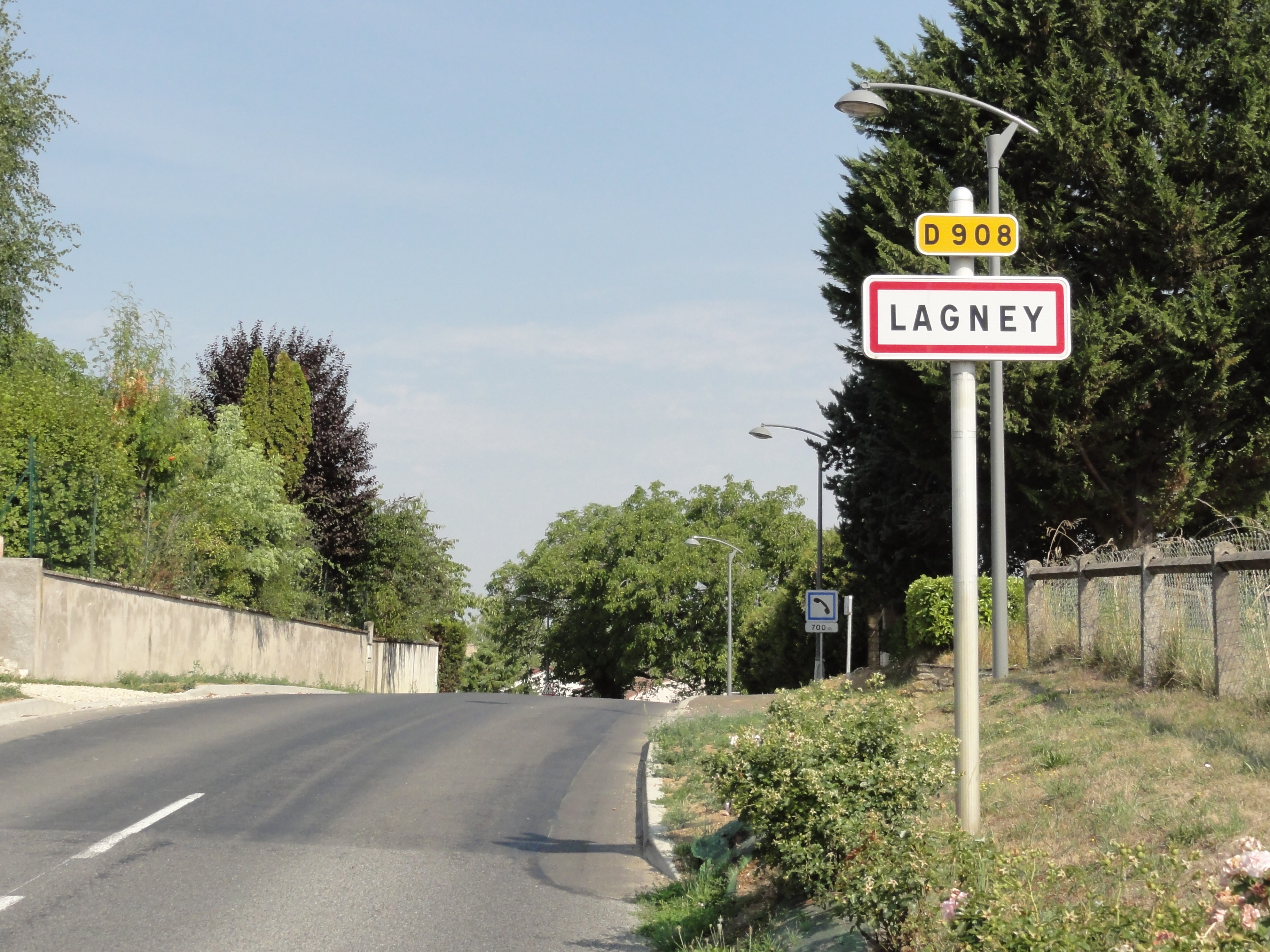
Entrée de Lagney.

Le territoire de la commune est limitrophe de ceux de cinq communes :
| Sanzey  | Sanzey | Ménil-la-Tour |
| Trondes | Lagney | Bouvron       |
| Lucey   | Lucey  | Lucey         |

### Hydrographie
La commune est dans le bassin versant du Rhin au sein du bassin Rhin-Meuse. Elle est drainée par le ruisseau de la Naue, le ruisseau de Menil-La-Tour, le ruisseau de Rehanau, le ruisseau du Moulin de Lacore et le Terrouin,.

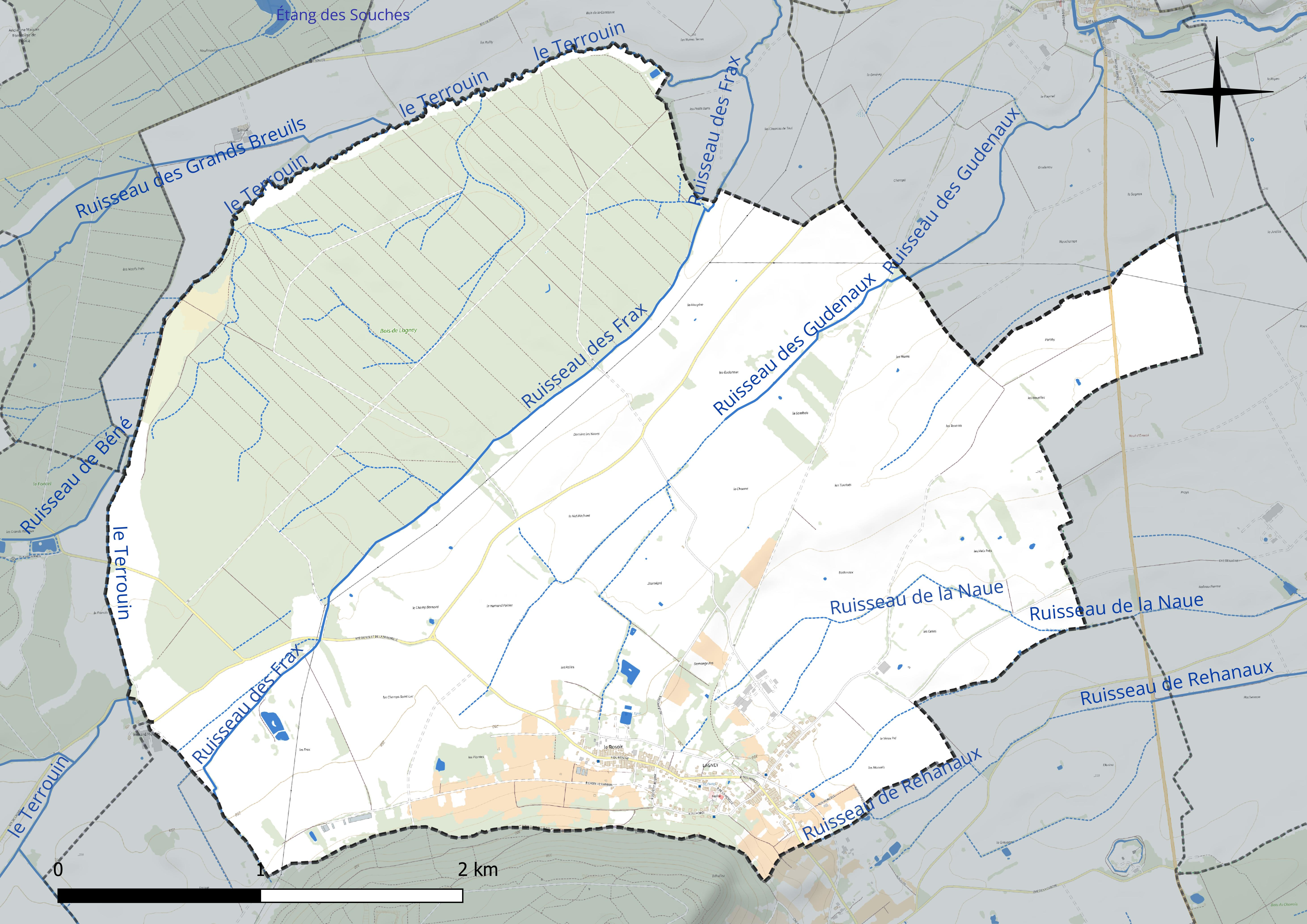
Réseau hydrographique de Lagney.

### Climat
Pour des articles plus généraux, voir Climat du Grand Est et Climat de Meurthe-et-Moselle.
En 2010, le climat de la commune est de type climat des marges montargnardes, selon une étude du Centre national de la recherche scientifique s'appuyant sur une série de données couvrant la période 1971-2000. En 2020, Météo-France publie une typologie des climats de la France métropolitaine dans laquelle la commune est exposée à un climat océanique altéré et est dans la région climatique  Lorraine, plateau de Langres, Morvan, caractérisée par un hiver rude (1,5 °C), des vents modérés et des brouillards fréquents en automne et hiver. 
Pour la période 1971-2000, la température annuelle moyenne est de 9,6 °C, avec une amplitude thermique annuelle de 16,6 °C. Le cumul annuel moyen de précipitations est de 849 mm, avec 13 jours de précipitations en janvier et 9,1 jours en juillet. Pour la période 1991-2020, la température moyenne annuelle observée sur la station météorologique de Météo-France la plus proche, « Nancy-Ochey », sur la commune d'Ochey à 18 km à vol d'oiseau, est de 10,5 °C et le cumul annuel moyen de précipitations est de 810,4 mm. 
La température maximale relevée sur cette station est de 39,6 °C, atteinte le 25 juillet 2019 ; la température minimale est de −19,1 °C, atteinte le 12 janvier 1987,,. 
Les paramètres climatiques de la commune ont été estimés pour le milieu du siècle (2041-2070) selon différents scénarios d'émission de gaz à effet de serre à partir des nouvelles projections climatiques de référence DRIAS-2020. Ils sont consultables sur un site dédié publié par Météo-France en novembre 2022.

## Urbanisme

### Typologie
Au 1er janvier 2024, Lagney est catégorisée commune rurale à habitat dispersé, selon la nouvelle grille communale de densité à sept niveaux définie par l'Insee en 2022.
Elle est située hors unité urbaine. Par ailleurs la commune fait partie de l'aire d'attraction de Nancy, dont elle est une commune de la couronne,. Cette aire, qui regroupe 353 communes, est catégorisée dans les aires de 200 000 à moins de 700 000 habitants,.

### Occupation des sols
L'occupation des sols de la commune, telle qu'elle ressort de la base de données européenne d’occupation biophysique des sols Corine Land Cover (CLC), est marquée par l'importance des territoires agricoles (62 % en 2018), en diminution par rapport à 1990 (63,2 %). La répartition détaillée en 2018 est la suivante : 
forêts (35 %), prairies (27,7 %), terres arables (27,6 %), cultures permanentes (6,7 %), zones urbanisées (3 %). L'évolution de l’occupation des sols de la commune et de ses infrastructures peut être observée sur les différentes représentations cartographiques du territoire : la carte de Cassini (XVIIIe siècle), la carte d'état-major (1820-1866) et les cartes ou photos aériennes de l'IGN pour la période actuelle (1950 à aujourd'hui).

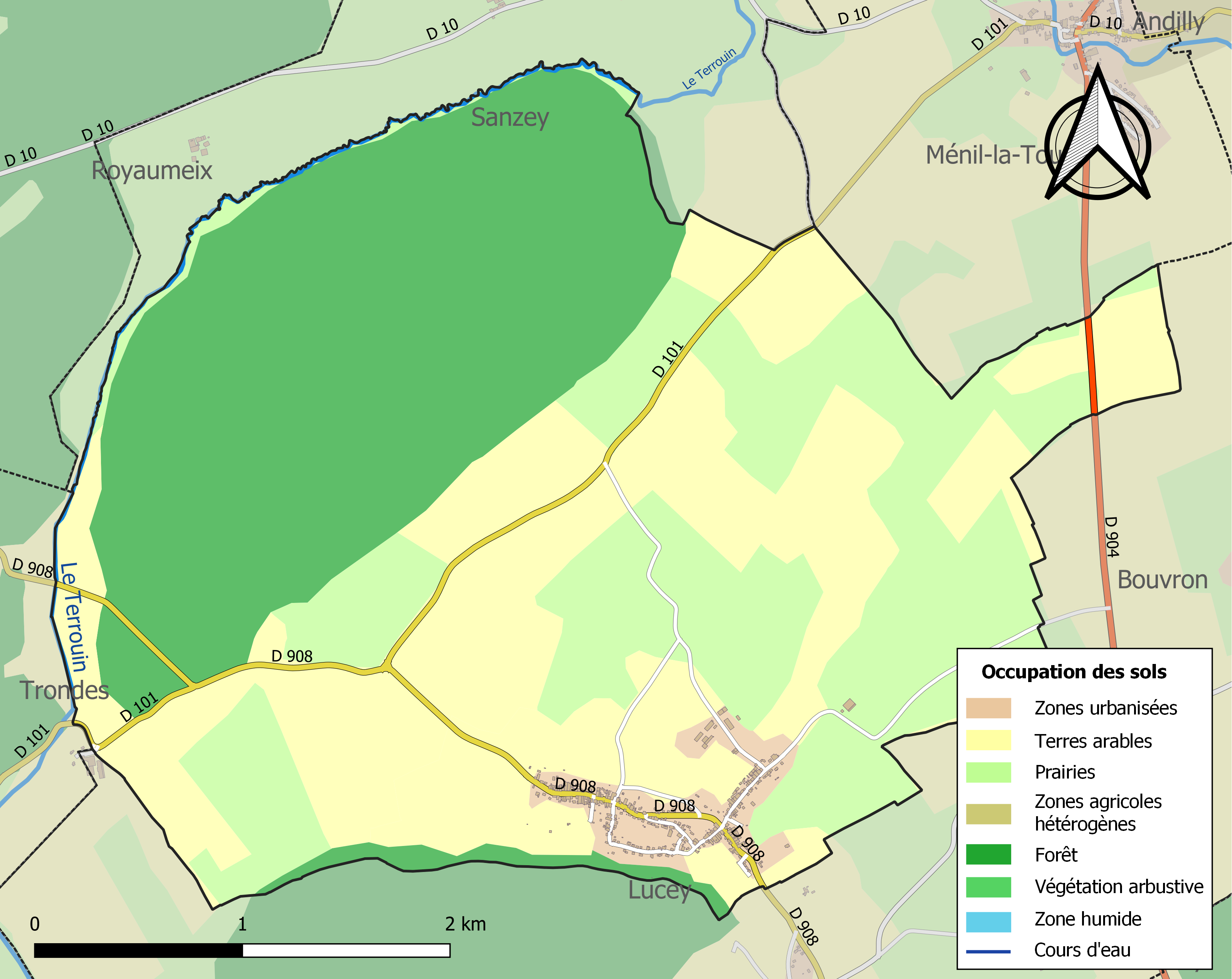
Carte des infrastructures et de l'occupation des sols de la commune en 2018 (CLC).

## Toponymie
Larneyum, Laviniacum (1033) ; Capella de Lagniaco (1051) ; Vineæ de Lagneio (1179) ; Laugney (1299) ; Langney (1352) ; Langneyum (1402) et Lagny (1594), sont les différentes graphies recensées par le Dictionnaire topographique du département de la Meurthe.
Le toponyme est formé de l'anthroponyme latin Lavinius et du suffixe gallo-romain -acum, formation typique de l'Antiquité tardive et de l'époque mérovingienne. Il semble apparaître sous la forme Larneio dès 622/654,.
Dans un article des études touloises, il est indiqué que le village pourrait aussi avoir tiré son nom du vignoble (Vinea)

## Histoire
Les répertoires archéologiques mentionnent une voie se rendant de Ménil-la-Tour à la Meuse qu'il est difficile de positionner au nord de la commune ou sur la commune voisine de Sanzey :
«Voie antique de Ménil-la-Tour à la Meuse, par Boucq, passant à l'extrémité Nord-Ouest du territoire.» ou «Restes d'une voie allant du Sud au Nord à l'extrémité orientale du territoire. Un embranchement s'en détachait, allant vers la Meuse, par Sanzey et Boucq. »

### Préhistoire et antiquité
Beaupré signale dans son ouvrage sur la Meurthe : 
« En 1837, en reconstruisant l'église, on déterra des squelettes ensevelis dans des troncs d'arbres ; quelques-uns étaient accompagnés d'armes. À la Haye le-château, et au lieu-dit d'éventé, traces d'anciennes habitations ; en ce dernier endroit, médailles, dont une en or. »
La nécropole située sous l’église a été rattachée à la civilisation mérovingienne par les archéologues, la carte archéologique de Gaule est plus circonspecte quant aux trouvailles sur les autres lieux-dits, bien que la logique voudrait que ces indices soient ceux d'une occupation gallo-romaine (Villa ?).
Les communes voisines de Lucey et surtout Royaumeix ont été assez riches en découvertes archéologiques, aujourd'hui présentées dans les musées de Toul et de Nancy.

### Moyen Âge
Les sources indiquent qu'en 1051, le village dépendait de l'abbaye de Poussay et n'était alors qu'une chapelle, et qu'il passa au chapitre de la cathédrale de Toul en 1334. Par ailleurs la présence de deux pressoirs à vin, habituellement de privilège du temporel laisse supposer la main mise de deux seigneurs sur la commune.

### Époques récentes
Le 10 septembre 1627, le duc Charles IV, à l'exemple de quelques-uns de ses prédécesseurs,prend sous sa sauvegarde et protection les habitants de Lagney près Lucey, moyennant une redevance de 12 deniers par ménage.
En 1626, l'abbaye de Poussay céda son droit de nommer l'officiant de Lagney au chapitre de la cathédrale de Toul. Les deux tiers des grosses et petites dimes revenaient aux chanoines toulois et le dernier tiers au curé. En 1695, la nef de l'église de Lagney fut apparemment remise en état par les paroissiens ; le chapitre de Toul confirma, en 1741, que des réparations ont bien été effectuées.
E. Grosse indique, en 1836, dans son dictionnaire statistique, quelques chiffres économiques : le territoire est de 1434 hectares cadastrés, dont 636 en terres arables, 453 en forêts, 140 en près et 135 en vignes, dont les produits sont assez estimés.

## Politique et administration
| Période                                  | Période      | Identité          | Étiquette | Qualité                                |
| ---------------------------------------- | ------------ | ----------------- | --------- | -------------------------------------- |
| Les données manquantes sont à compléter. |              |                   |           |                                        |
| mars 2001                                | 2014         | Pascal Chénot     |           |                                        |
| avril 2014                               | juillet 2020 | Frédérique Sauvat |           | Professeure du secondaire et technique |
| juillet 2020                             | En cours     | Bernard Chenot,   |           | Agriculteur sur moyenne exploitation   |

## Population et société

### Démographie
L'évolution du nombre d'habitants est connue à travers les recensements de la population effectués dans la commune depuis 1793. Pour les communes de moins de 10 000 habitants, une enquête de recensement portant sur toute la population est réalisée tous les cinq ans, les populations de référence des années intermédiaires étant quant à elles estimées par interpolation ou extrapolation. Pour la commune, le premier recensement exhaustif entrant dans le cadre du nouveau dispositif a été réalisé en 2007.

En 2022, la commune comptait 498 habitants, en évolution de −1,19 % par rapport à 2016 (Meurthe-et-Moselle : −0,13 %, France hors Mayotte : +2,11 %).
| 1793 | 1800 | 1806 | 1821 | 1831 | 1836 | 1841 | 1846 | 1851 |
| ---- | ---- | ---- | ---- | ---- | ---- | ---- | ---- | ---- |
| 643  | 705  | 780  | 754  | 846  | 829  | 797  | 778  | 763  |

| 1856 | 1861 | 1872 | 1876 | 1881 | 1886 | 1891 | 1896 | 1901 |
| ---- | ---- | ---- | ---- | ---- | ---- | ---- | ---- | ---- |
| 687  | 671  | 635  | 785  | 587  | 564  | 585  | 543  | 509  |

| 1906 | 1911 | 1921 | 1926 | 1931 | 1936 | 1946 | 1954 | 1962 |
| ---- | ---- | ---- | ---- | ---- | ---- | ---- | ---- | ---- |
| 571  | 504  | 433  | 397  | 307  | 289  | 277  | 277  | 283  |

| 1968 | 1975 | 1982 | 1990 | 1999 | 2006 | 2007 | 2012 | 2017 |
| ---- | ---- | ---- | ---- | ---- | ---- | ---- | ---- | ---- |
| 272  | 299  | 346  | 418  | 413  | 460  | 467  | 491  | 506  |

| 2022 | - | - | - | - | - | - | - | - |
| ---- | - | - | - | - | - | - | - | - |
| 498  | - | - | - | - | - | - | - | - |

### Cultes

#### Liste des curés
- M. l'abbé Bayon (1668-1676) - Enterré devant le maître-autel
- M. l'abbé Nicolas Paille (1676-1696) - Enterré devant le maître-autel
- M. l'abbé François Rouyer (1696-1737) - Scolarise les jeunes filles du village.
- M. l'abbé Blampain (1737-1781) - Enterré devant le maître-autel
- M. l'abbé François Clément (1782-1791) - Exilé à cause de la Révolution, mort à Nancy en 1820.
- M. l'abbé Berseaucourt (1791-1803) - prêtre jureur
- M. l'abbé Dominique Beaudot (1803-1816), mort à Nancy.
- M. l'abbé François-Xavier Sauret (1816-1853) - chanoine de Notre-Dame-de-Bonsecours pendant 10 mois.
- M. l'abbé Jean-Nicolas Perrin (1853-1891) -enterré dans le cimetière de Lagney
- M. l'abbé Léon Renaud (1891-1901) - En 1893, il restaure la Belle-Croix, érigée au bas de la Grande Rue.
- M. l'abbé Joseph-Modeste Demange (1901-1920) - créateur de la légion Jeanne-d'Arc
- M. l'abbé Charles-Émile Rolin (1921-1927) - chevalier de la Légion d'honneur
- M. l'Abbé Alfred-Félix Partoy (1927-1935)
- M. l'abbé Aurélien-Joseph-Alfred Laroppe (1935-1936)
- M. l'abbé Gérard (intérim de 1936-1942, curé de Lucey)
- M. l'abbé Maurice Roset (1942-1951)
- M. l'abbé Bouvier (1951-1959)
- M. l'abbé Cayotte (1959-1967)
- M. l'abbé Marc Demange (1967-1979) - dernier prêtre domicilié dans la commune.
- Actuellement, Lagney appartient au "secteur pastoral" Saint-Gérard-du-Toulois-Nord.
  - M. l'abbé Bernard Forin (1979-2013)
  - M. l'abbé Roger Thsimanga (depuis 2013).

## Économie
E. Grosse indique, en 1836, dans son dictionnaire statistique, quelques chiffres économiques :
 le territoire est de 1434 hectares cadastrés, dont 636 en terres arables, 453 en forêts, 140 en près et 135 en vignes, dont les produits sont assez estimés.(cf. carte historique du vignoble lorrain)

### Secteur primaire ouAgriculture
Le secteur primaire comprend, outre les exploitations agricoles et les élevages, les établissements liés à l’exploitation de la forêt et les pêcheurs.
D'après le recensement agricole 2010 du Ministère de l'agriculture (Agreste), la commune de Lagney était majoritairement orientée sur la polyculture et le poly - élevage (auparavant même production ) sur une surface agricole utilisée d'environ 848 hectares (supérieure à la surface cultivable communale) en nette augmentation depuis 1988 - Le cheptel en unité de gros bétail s'est réduit de 400 à 322 entre 1988 et 2010. Il n'y avait plus que 8 (10 auparavant) exploitations agricoles ayant leur siège dans la commune employant 19 unités de travail. (15 auparavant).

## Culture locale et patrimoine

### Lieux et monuments

#### Patrimoine religieux
- Église XIXe siècle dédiée à saint Clément (pape et martyr). Reconstruction de l'église en 1837. Dans l'église diverses statues dont celle de saint Pierre Fourier et une chasse contenant des reliques de saint Pierre Fourier.
- Calvaires de la commune (utilisés lors des processions des rogations)
  - Chemin de la croix le Parrain (3 calvaires)
  - Chemin de la croix Colas au puits Morson (3 calvaires)
  - Entrée côté Boucq : calvaire érigée en 1926
  - Entrée côté Lucey : calvaire
  - Calvaire au N° 56, rue du Rosoir
  - Calvaire du cimetière
  - Calvaire rue du Petit-Rosoir
  - La croix Jurée (restaurée dans les années 80)
  - La Belle-Croix (Grande-Rue) - 2 statues

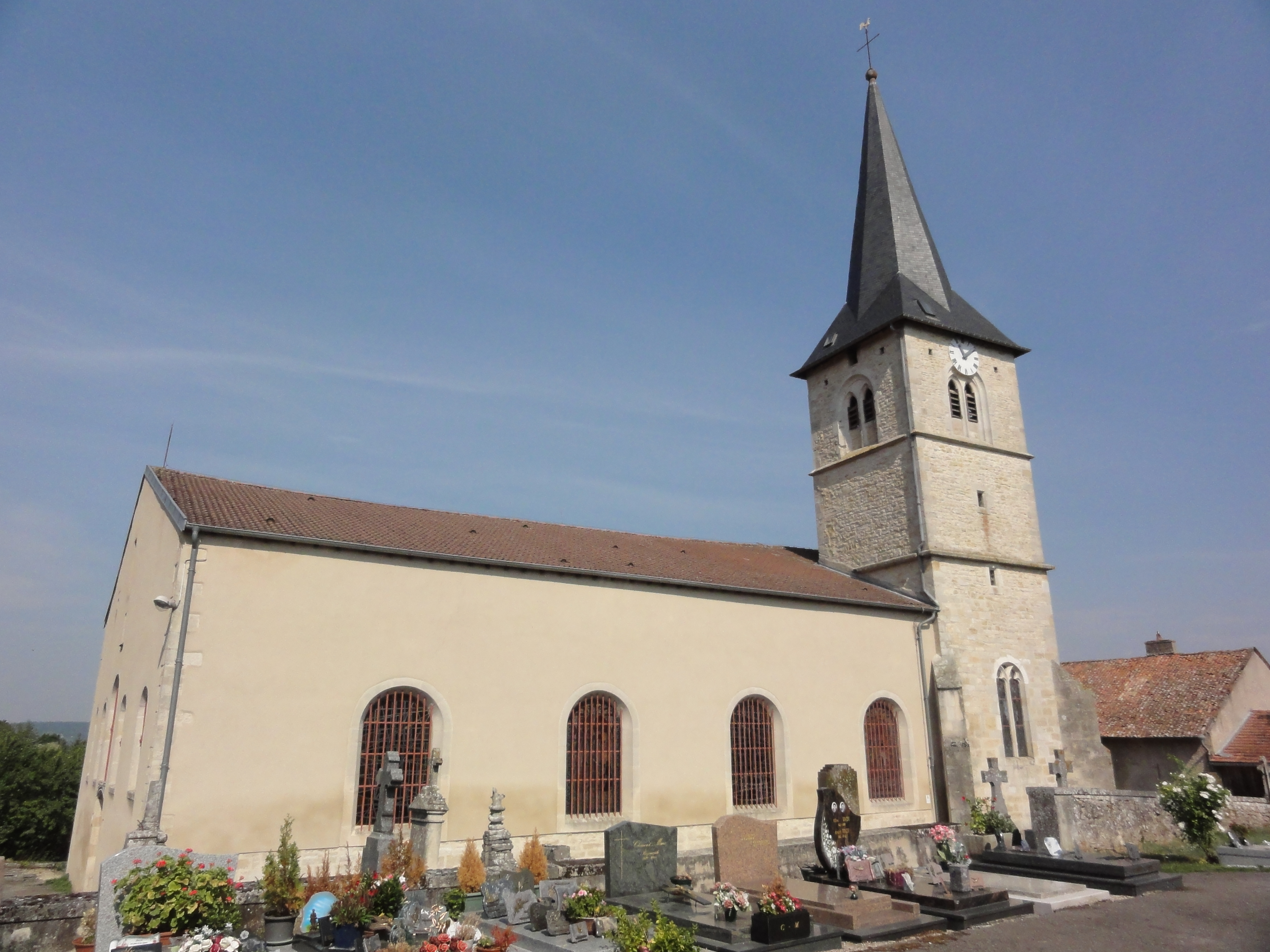
Église Saint-Clément.
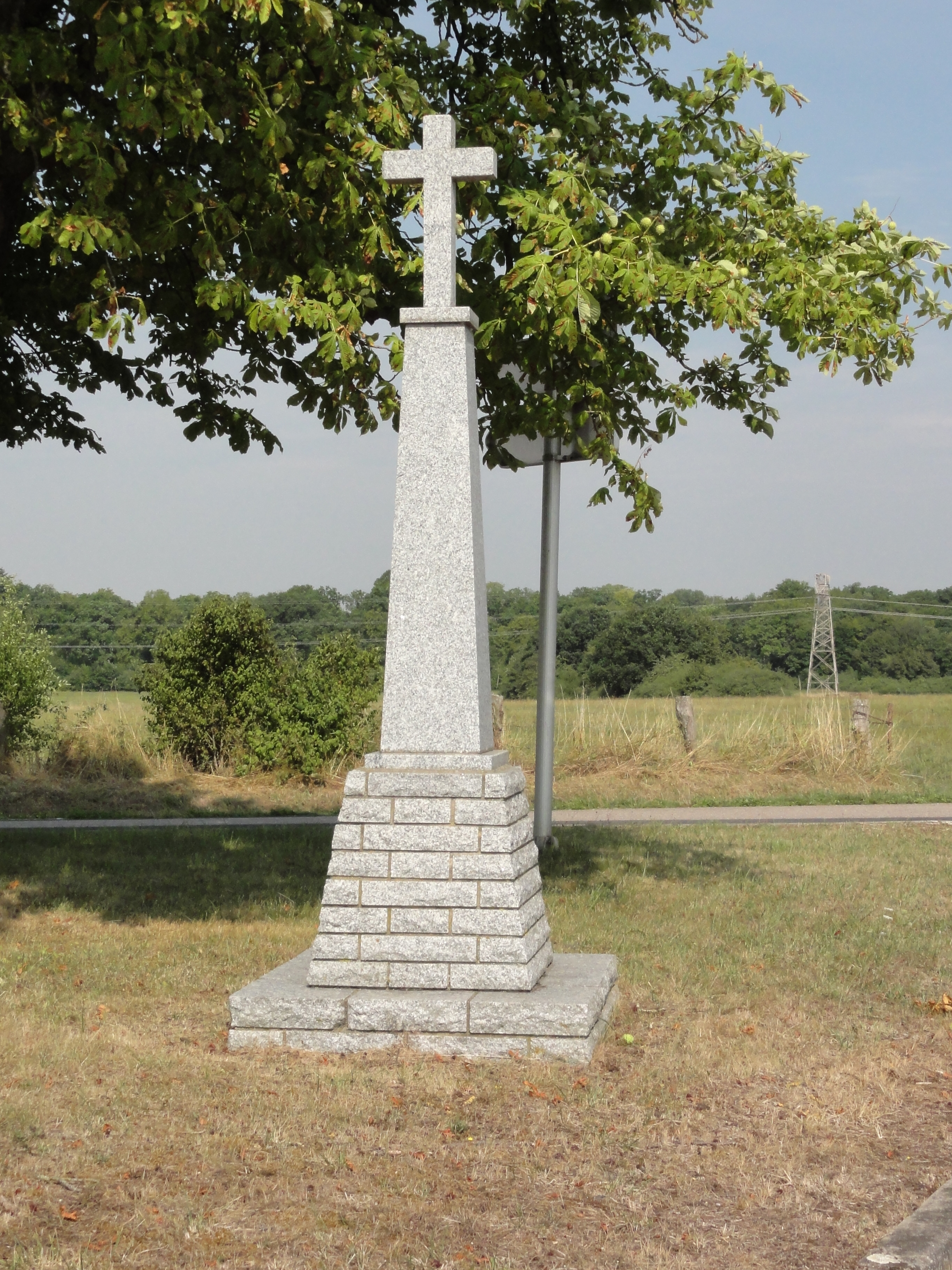
Croix de chemin.
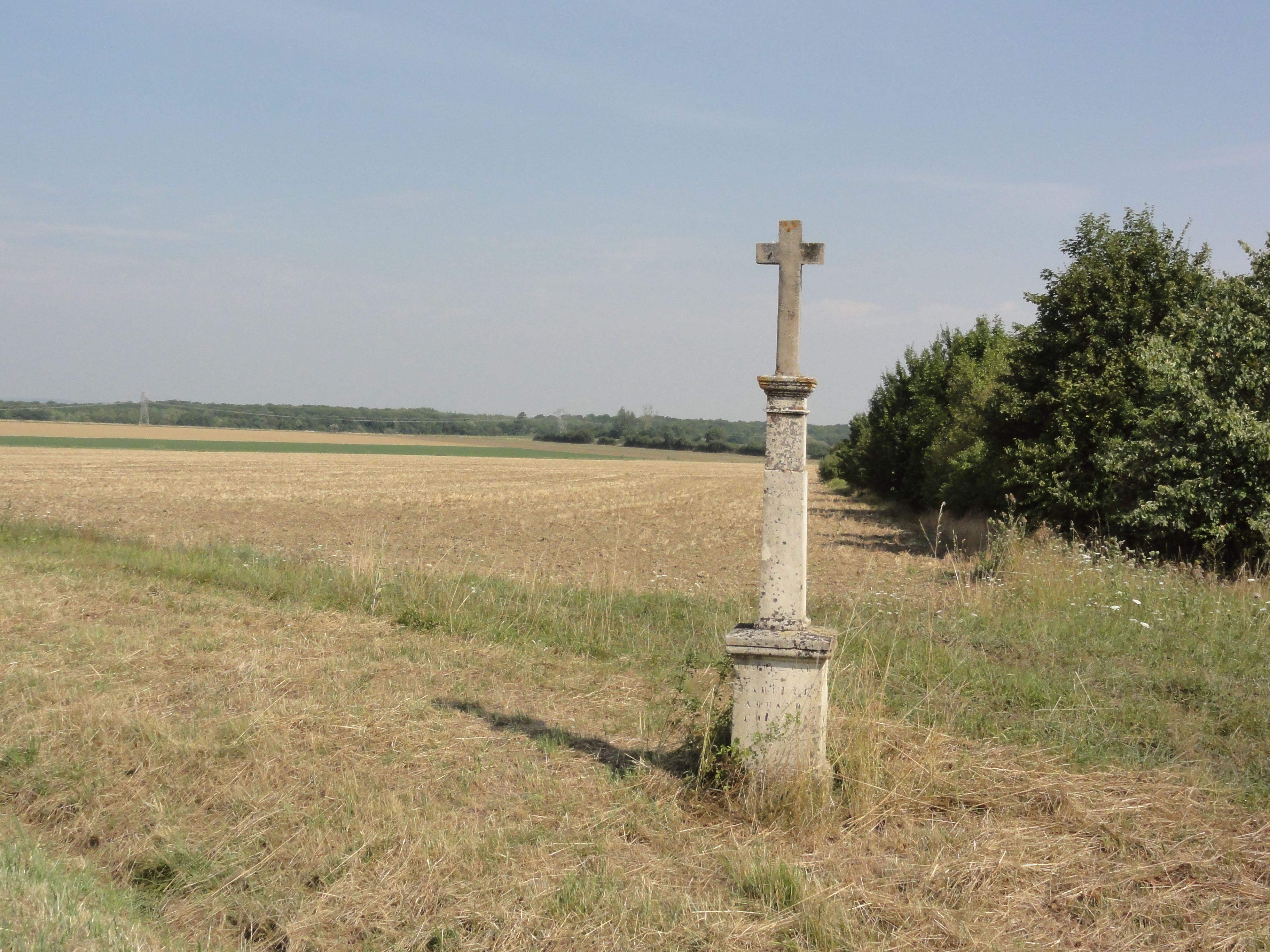
Croix de chemin.
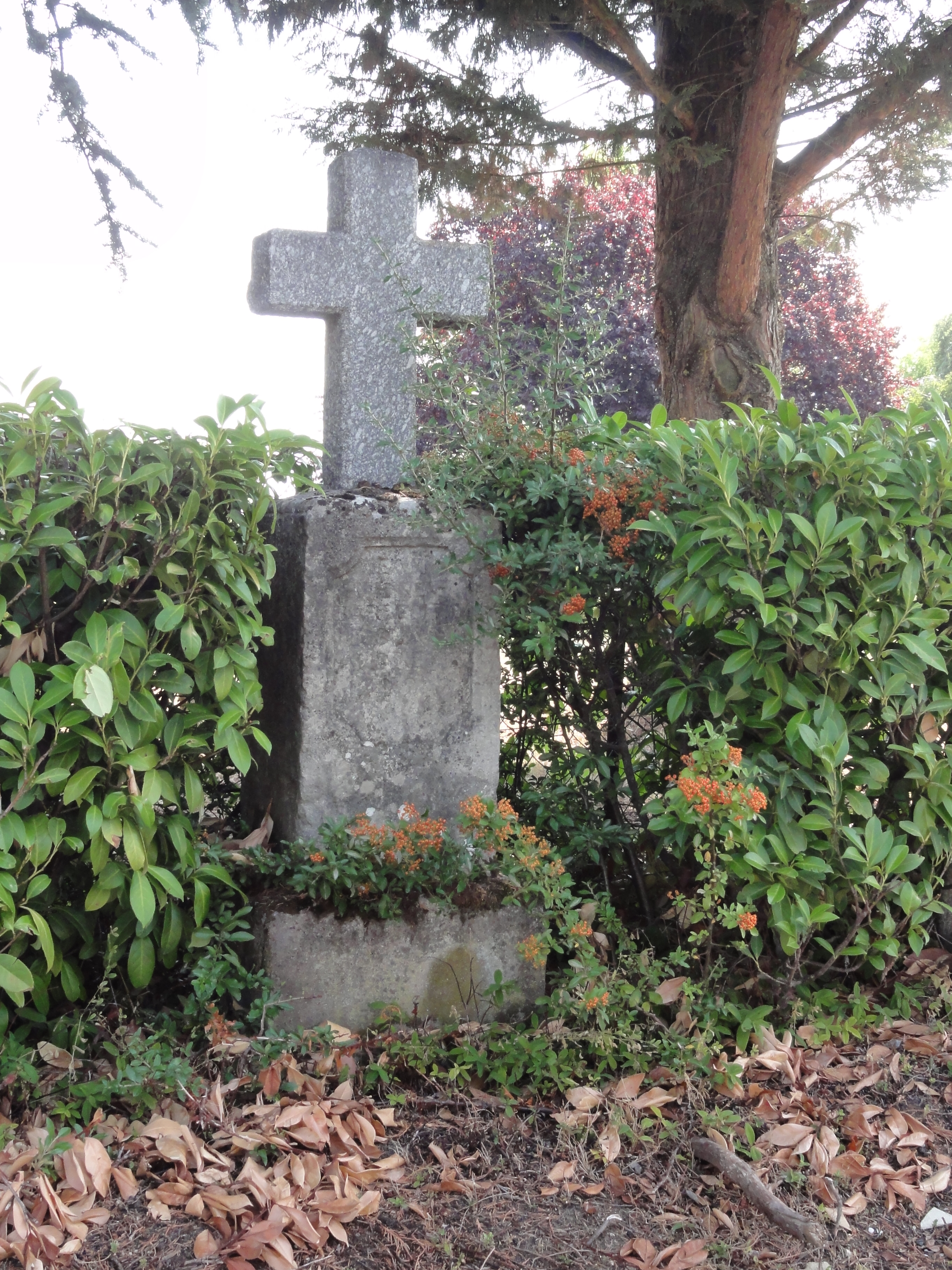
Croix de chemin.
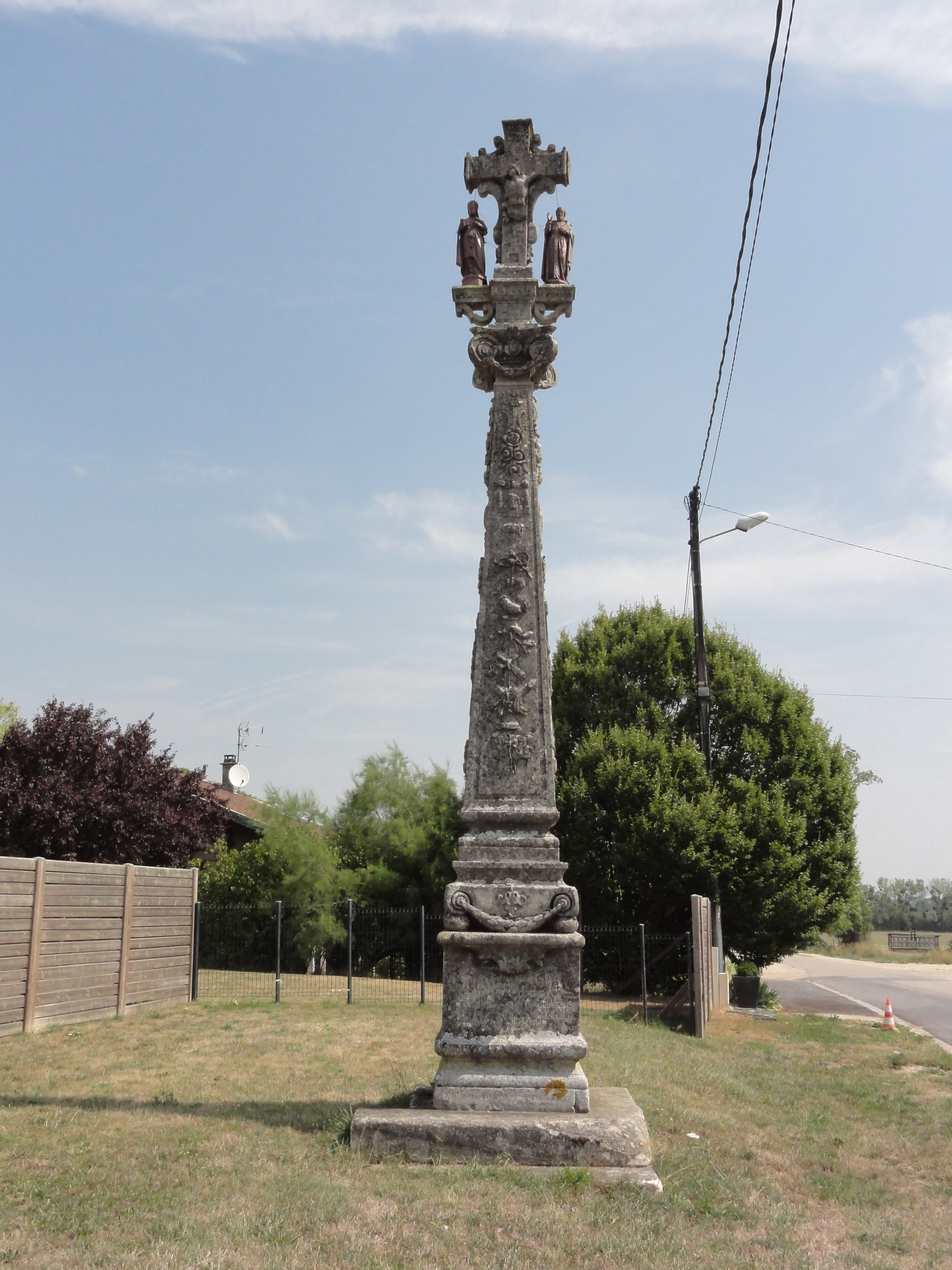
Croix sculptée.

### Patrimoine civil

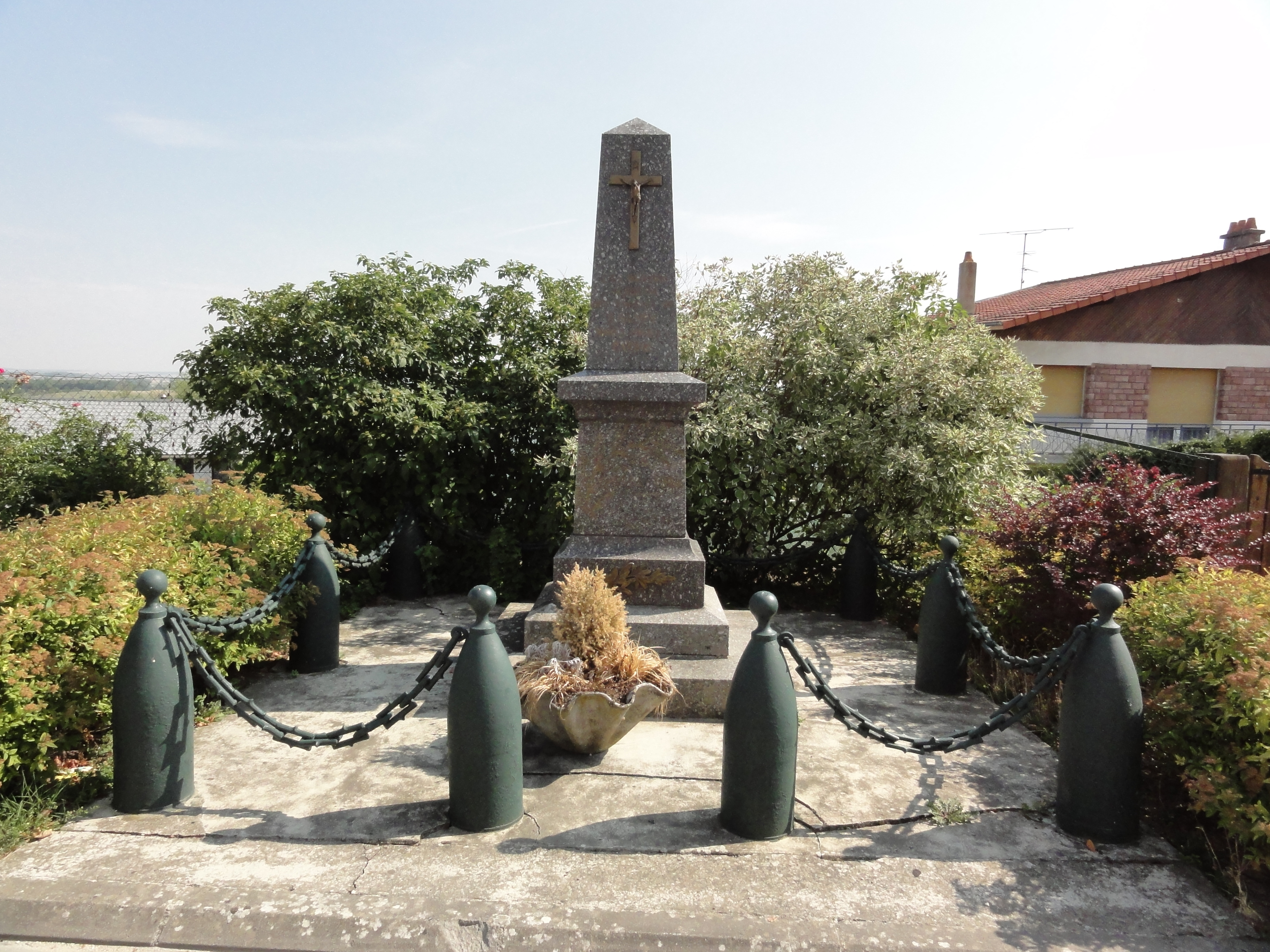
Monument aux morts.
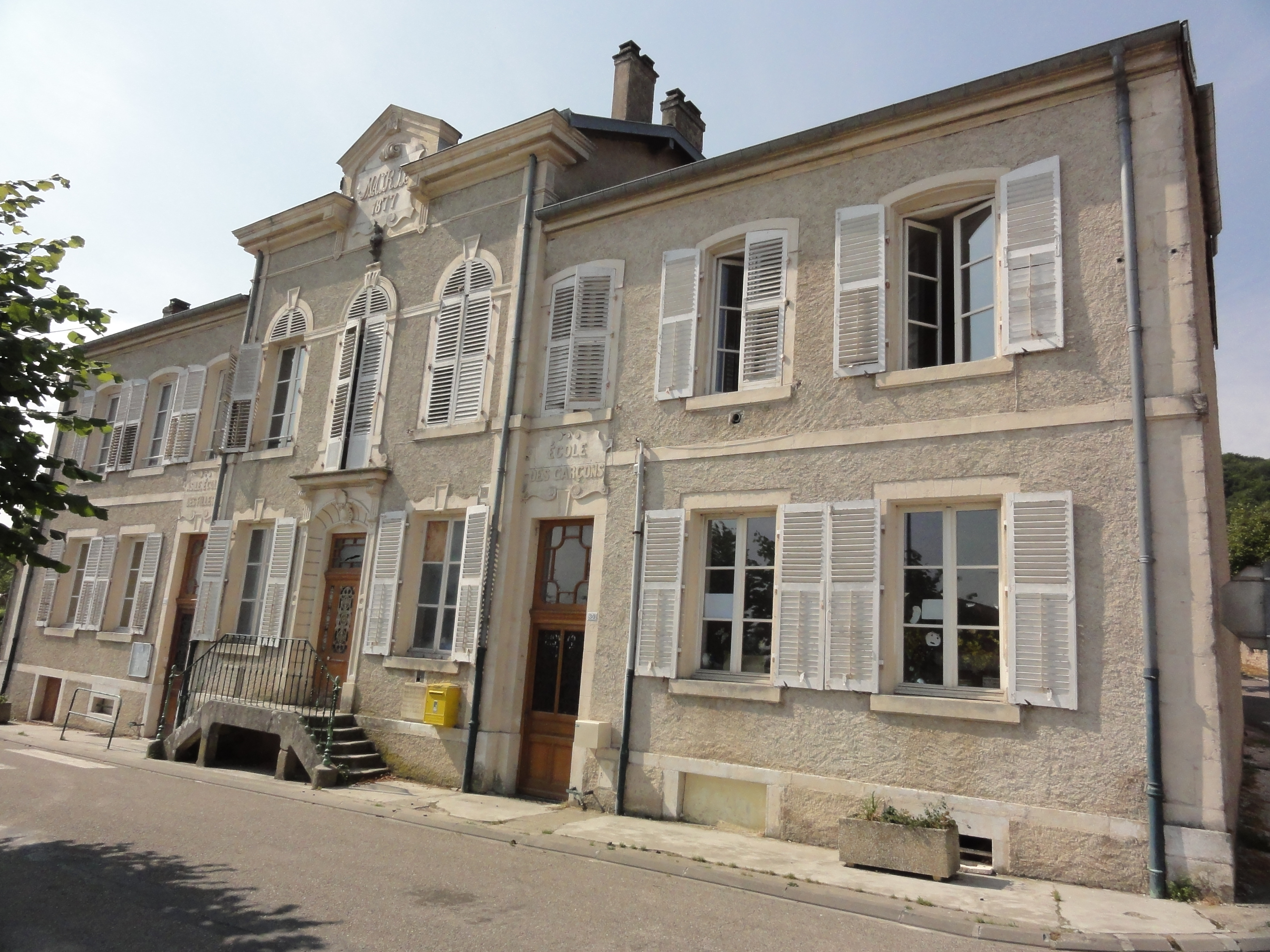
Le bâtiment de l'ancienne mairie-école, la mairie mitoyenne aux deux écoles, à droite celle des garçons, à gauche celle des filles, qui était aussi asile.
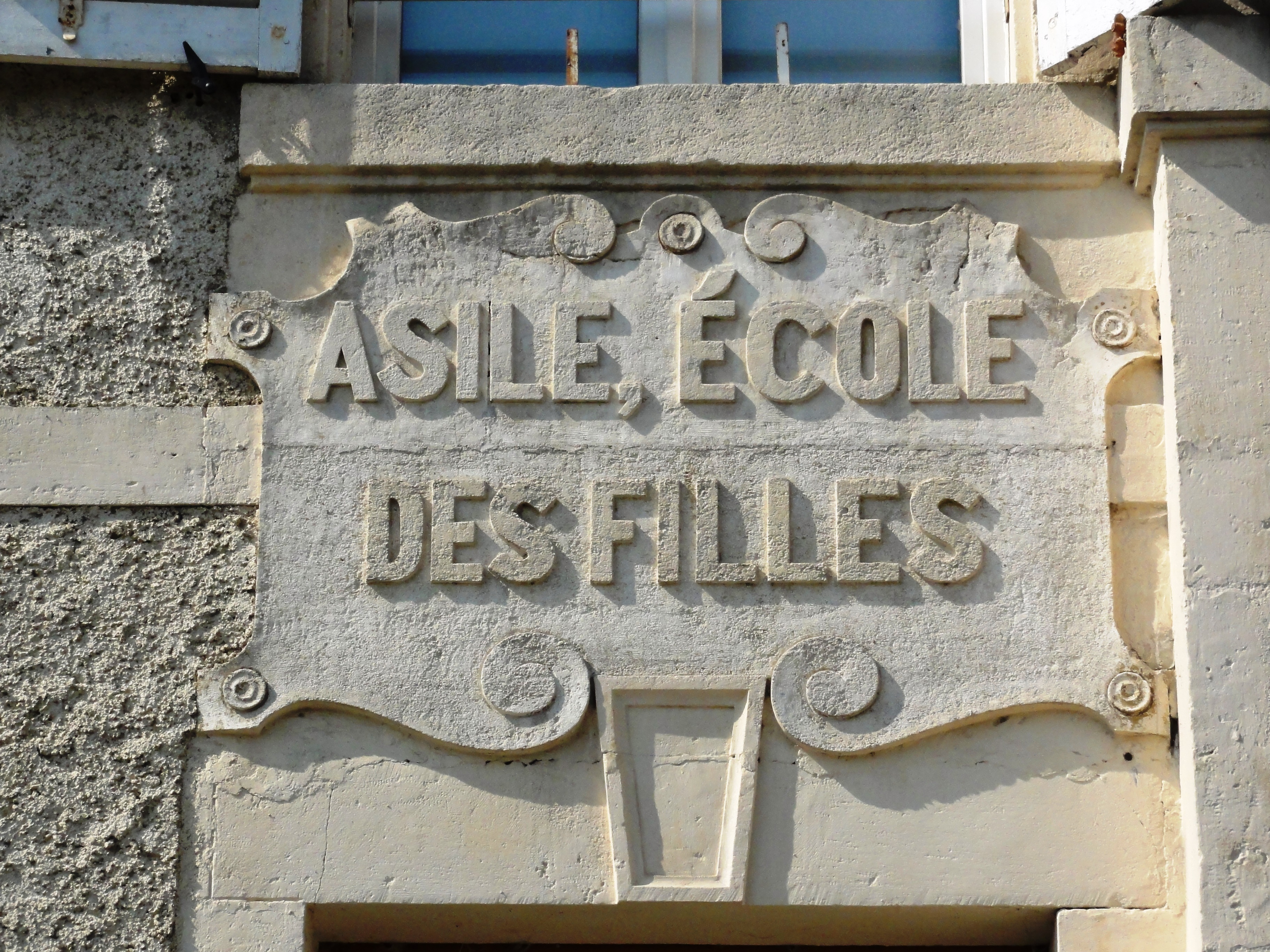
Façade asile, école des filles.
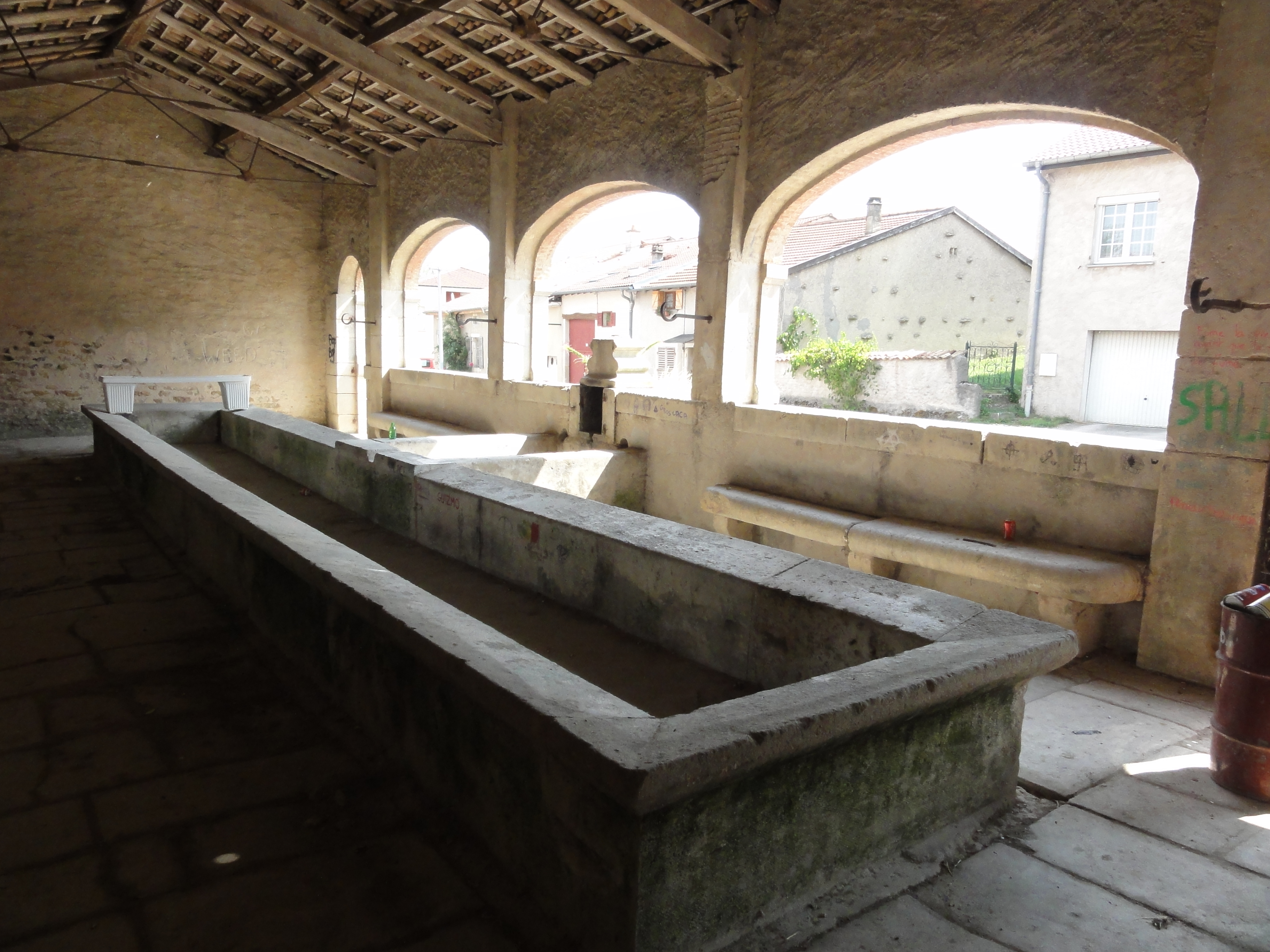
Lavoir communal.

- Monument aux morts.
- Mairie-écoles côté école des garçons.
- Façade asile, école des filles.
- Lavoir, intérieur.

### Héraldique, logotype et devise
| Blason de Lagney | Blason  | De gueules à trois cailloux d'argent au chef du même chargé d'une ancre de marine de gueules accostée de deux grappes de raisins de pourpre feuillées de sinople.                                                                                |
| Blason de Lagney | Détails | Lagney dépendait du Chapitre de la cathédrale de Toul d’où les cailloux. L’ancre de marine symbolise Saint Clément, patron de la paroisse. Les grappes de raisin indiquent la richesse du pays. Le statut officiel du blason reste à déterminer. |